# Allemans, Dordogne
Allemans är en kommun i departementet Dordogne i regionen Nouvelle-Aquitaine i sydvästra Frankrike. Kommunen ligger i kantonen Ribérac som tillhör arrondissementet Périgueux. År 2022 hade Allemans 543 invånare.

## Befolkningsutveckling
Antalet invånare i kommunen Allemans
Referens:INSEE